# فرانچسکو ایمبرتی
فرانچسکو ایمبرتی (انگلیسی: Francesco Imberti; ۷ اوت ۱۹۱۲ – ۳ اکتبر ۲۰۰۸) بازیکن فوتبال اهل ایتالیا بود.
از باشگاه‌هایی که در آن بازی کرده‌است می‌توان به باشگاه فوتبال یوونتوس، باشگاه فوتبال دلفینو پسکارا، و باشگاه فوتبال تورینو اشاره کرد.